# La Habra
La Habra är en stad (city) i Orange County, i delstaten Kalifornien, USA. Enligt United States Census Bureau har staden en folkmängd på 61 164 invånare (2011) och en landarea på 19,1 km². La Habra gränsar i norr till La Habra Heights.